# Кіпрське море
Кіпрське море — назва східної частини Середземного моря серед півостровів Малої Азії та Африкою, яке оточує острів Кіпр.
Північно-східну частину Кіпрського моря між Кіпром і Малою Азією називають Кілікійським морем, а східну між Кіпром та близькосхідним узбережжям — Левантійським морем.
Кіпрське море є однією з найтепліших і солоних частин Середземного моря. Середня солоність становить 38,9-39,8 ‰. Підвищений рівень солі в Кіпрському морі пов'язаний з сильним випаровуванням і тим, що в нього не впадає ні однієї великої річки крім Нілу.

## Біологія
Акваторія моря належить до морського екорегіону Левантійського моря бореальної північноатлантичної зоогеографічної провінції. Зоогеографічно донна фауна континентального шельфу й острівних мілин до глибини 200 м належить до середземноморської провінції, перехідної зони між бореальною та субтропічною зонами.
Підвищена солоність не сприяє розмноженню морських тварин, тому найбагатші фауною прибережні води. У південній частині моря можна зустріти коралові рифи.

## Гіпотези
За однією з гіпотез, залишки Атлантиди розташовані на дні Кіпрського моря.

## Клімат
Акваторія моря лежить в середземноморській області північного субтропічного кліматичного поясу. Влітку переважають тропічні повітряні маси, взимку — помірні. Значні сезонні амплітуди температури повітря і розподілу атмосферних опадів. Влітку жарко, ясна і тиха погода; взимку відносно тепло, похмура вітряна погода і дощить.